# Ricardo Bacha
Ricardo Augusto Bacha (Campo Grande, 23 de abril de 1949) é um político brasileiro. Ele foi deputado estadual (1987–1991), secretário da Fazenda no governo Wilson Martins (1995–1998). 

## Carreira política
Em 1966, filiou-se ao MDB.
Em 1980, com o fim do bipartidarismo, filiou-se ao PMDB.
Em 1986, foi eleito deputado estadual.
Em 1988, filiou-se ao PSDB.
Em 1994, apoiou Wilson Martins, de quem seria secretário de estado (1995–1998).
Em 1998, com apoio do governador Wilson Martins (PMDB), foi candidato a governador, pelo PSDB, sendo derrotado no segundo turno, por Zeca do PT. Contou com apoio de Gian e Giovani e de Ratinho.
Em 2006, candidatou-se a deputado estadual, pelo PPS, obtendo 6 240 (0,51% dos votos válidos), sem êxito.